# Biserica de lemn din Cristești, Botoșani

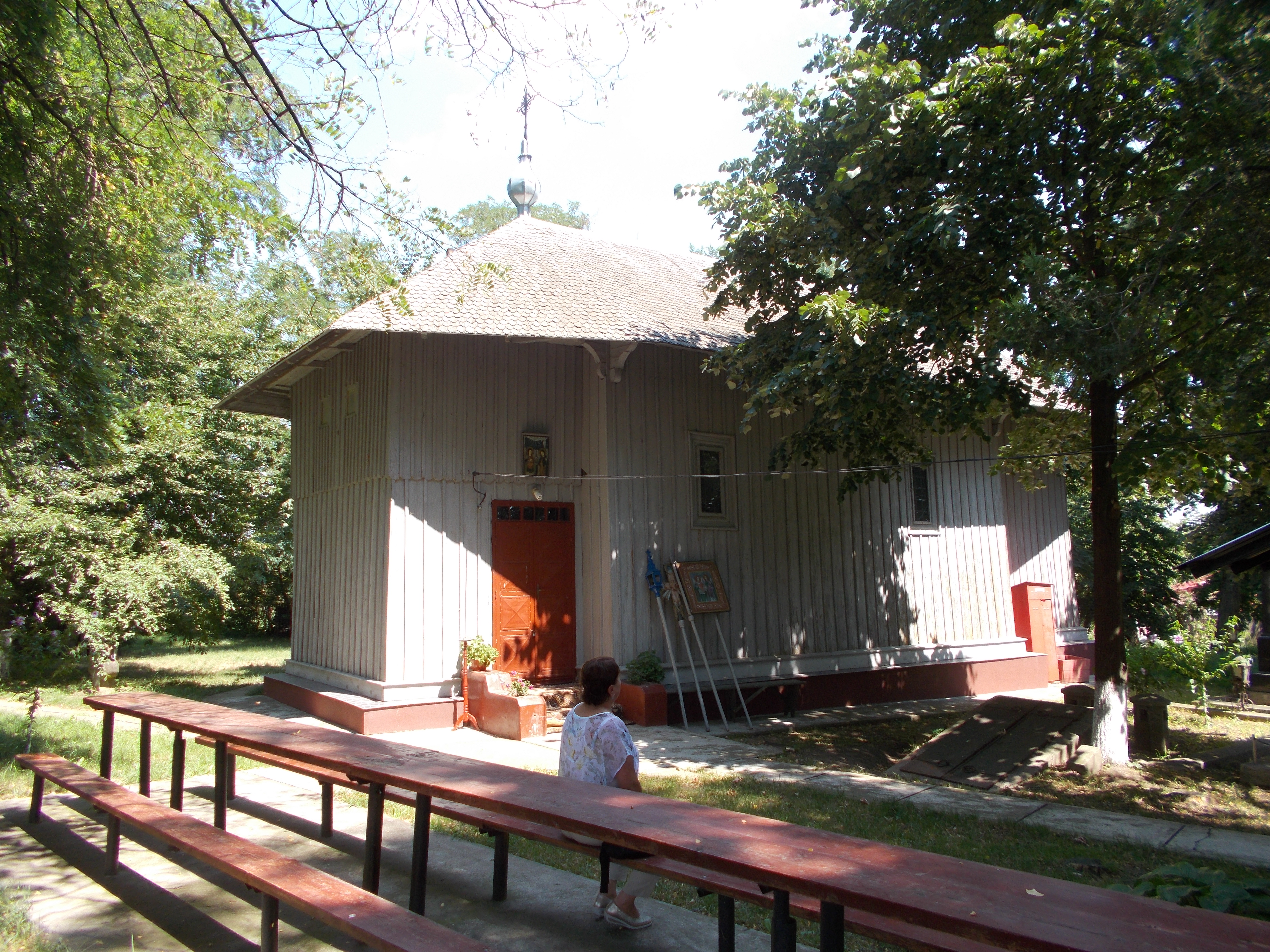
Biserica de lemn „Sf. Voievozi” din Cristești

Biserica de lemn „Sf. Voievozi” din Cristești se află în localitatea omonimă din județul Botoșani și a fost ctitorită în anul 1771 de boierii care au stăpânit pe rând moșia Cristești. Aceasta se află pe lista monumentelor istorice sub codul LMI:  BT-II-m-B-01961.